# Cremastus orbus
Cremastus orbus är en stekelart som först beskrevs av Davis 1898.  Cremastus orbus ingår i släktet Cremastus och familjen brokparasitsteklar. Inga underarter finns listade i Catalogue of Life.